# Disophrys
Disophrys is een geslacht van insecten uit de orde vliesvleugeligen (Hymenoptera) en de familie schildwespen (Braconidae).

## Soorten
- D. angitemporalis van Achterberg, 2011
- D. anthracina Kriechbaumer, 1898
- D. atripennis (Szepligeti, 1915)
- D. atrocarpa Szepligeti, 1914
- D. atrocephala (Smith, 1860)
- D. blandula Enderlein, 1920
- D. caesa (Klug, 1835)
- D. calabarica (Kriechbaumer, 1894)
- D. calcaratrix Telenga, 1955
- D. capensis Szepligeti, 1914
- D. ceylonica (Cameron, 1905)
- D. coelaspis Roman, 1913
- D. conjungens Enderlein, 1920
- D. conspicua Granger, 1949
- D. cramptoni Brues & Richardson, 1913
- D. cucullifera Enderlein, 1920
- D. chinensis Fahringer, 1937
- D. dehraensis Turner, 1922
- D. dichroa (Brulle, 1846)
- D. dissors Kokujev, 1903
- D. diversipes Turner, 1918
- D. elegans Szepligeti, 1900
- D. erythrocephala Cameron, 1900
- D. erythropa Cameron, 1911
- D. evanescens Enderlein, 1920
- D. exilis Enderlein, 1920
- D. flaviceps Szepligeti, 1914
- D. flavifemur Enderlein, 1920
- D. flavipes (Enderlein, 1920)
- D. fumipennis Cameron, 1905
- D. guineensis Szepligeti, 1914
- D. hyalipennis Tobias, 1985
- D. imperfecta (Szepligeti, 1908)
- D. inculcatrix (Kriechbaumer, 1898)
- D. indica Bhat, 1978
- D. initiator (Fonscolombe, 1846)
- D. insidiator Szepligeti, 1914
- D. insidiosa Saussure, 1892
- D. insignis Roman, 1913
- D. intermedia Szepligeti, 1914
- D. kandyensis (Cameron, 1905)
- D. laticeps Cameron, 1907
- D. leaena (Turner, 1918)
- D. maculifera van Achterberg & Long, 2010
- D. madagascariensis Granger, 1949
- D. major Szepligeti, 1902
- D. melanogaster Szepligeti, 1915
- D. minor Szepligeti, 1914
- D. mitra Enderlein, 1920
- D. molukkensis Szepligeti, 1902
- D. natalensis Szepligeti, 1902
- D. nigra Cameron, 1905
- D. nigriceps Saussure, 1892
- D. nigricepsibol Shenefelt, 1970
- D. nigricornis (Brulle, 1846)
- D. nigrivertex Strand, 1911
- D. nigronotata Granger, 1949
- D. nigropectus Turner, 1918
- D. oculata Szepligeti, 1902
- D. ophthalmica (Szepligeti, 1908)
- D. ornatipennis Cameron, 1905
- D. pedalis Brues, 1924
- D. philippensis Roman, 1913
- D. picturata Brues, 1924
- D. pilipes Cameron, 1911
- D. pulchricornis (Szepligeti, 1908)
- D. punctata Szepligeti, 1914
- D. punctifera van Achterberg, 2011
- D. quymanhi van Achterberg & Long, 2010
- D. rhinoides van Achterberg & Long, 2010
- D. ruberrima Turner, 1918
- D. rufa Cameron, 1906
- D. rufifrons Turner, 1918
- D. rufoplagiata (Cameron, 1904)
- D. scita Enderlein, 1920
- D. sculpturalis (Smith, 1858)
- D. seminigra Szepligeti, 1911
- D. severini Szepligeti, 1914
- D. signatipennis Turner, 1918
- D. similipicta Turner, 1918
- D. sogdiana Fahringer, 1937
- D. speciosissima Granger, 1949
- D. striata Szepligeti, 1914
- D. strigata Enderlein, 1920
- D. subfasciata (Brulle, 1846)
- D. testacea Cameron, 1906
- D. tinctipennis Cameron, 1906
- D. tristis Granger, 1949
- D. variegata (Szepligeti, 1908)
- D. variegatenda Shenefelt, 1970
- D. xanthocephala Granger, 1949
- D. xanthostigma Szepligeti, 1915